# James McArthur
James McArthur (Glasgow, Skócia, 1987. október 7. –) skót válogatott labdarúgó, aki jelenleg a Crystal Palace-ban játszik, középpályásként.

## Pályafutása

### Hamilton Academical
McArthur megfordult a Rangers South BC, a St. Johnstone, a Rangers SABC és a Clyde ifiakadémiáján is, mielőtt 2003-ban csatlakozott volna a Hamilton Academicalhoz. Az első csapatban 2005 januárjában, a Ross County ellen mutatkozott be. A következő szezonban fontos tagjává vált a csapatnak és 2006 áprilisában, a St. Johnstone ellen első gólját is megszerezte. Jó teljesítménye miatt 2008 februárjában, a Skót Kupában csapatkapitányként lépett pályára, az Aberdeen ellen. A 2007/08-as szezonban nagy szerepe volt abban, hogy csapata bajnokként feljutott az első osztályba. 2008 májusában új, hároméves szerződést kötött csapatával.

### Wigan Athletic
A 2009/10-es idény során a Sheffield United, a West Bromwich Albion, a Leeds United és a Sunderland is érdeklődött McArthur iránt. 2010. április 5-én három napra a Wigan Athletichez utazott azzal a reménnyel, hogy nyáron leigazolja a csapat. Július 23-án négyéves szerződést kötött a csapattal, mely 500 ezer fontot fizetett érte. 2012. január 31-én megszerezte első gólját a csapatban, a Tottenham Hotspur ellen, majd két meccsel később, a Bolton Wanderers ellen is eredményes volt. Májusban újabb négy évre szóló szerződést írt alá csapatával. 2013. május 11-én megnyerte az FA Kupát a Wigannel, végigjátszva a Manchester City elleni döntőt. Három nappal később azonban a Wigan kiesett a Premier League-ből.
2014 augusztusában a klub elutasította a Leicester City 5 millió fontos ajánlatát McArthurért. Később a Leicester tett egy 7 milliós ajánlatot, melyet a Wigan elfogadott, de az egyeztetési nehézséget miatt végül nem jött létre az üzlet. Az átigazolási időszak utolsó napján a Crystal Palace is tett egy 7 millió fontos ajánlatot, melyet a csapat elfogadott.

### Crystal Palace
2014. szeptember 1-jén McArthur három évre aláírt a Crystal Palace-hoz. December 13-án, a Stoke City ellen lőtte első gólját. 2016 februárjában bokaszalag-szakadást szenvedett a Bournemouth ellen.

## Válogatott pályafutása
McArthurt 2008 februárjában hívták be először a skót U21-es válogatottba, ahol még ugyanabban a hónapban be is mutatkozhatott, Ukrajna ellen. Tétmeccsen Litvánia ellen kapott először lehetőséget, 2008 augusztusában.
2010. november 16-án a felnőtt válogatottban is lehetőséget kapott, csereként beállva Feröer ellen. 2011. február 9-én behívták Scott Brown helyére, Észak-Írország ellen, ahol első gólját is megszerezte. 2015. szeptember 7-én Németország ellen is eredményes volt, egy Eb-selejtezőn.

## Sikerei

### Hamilton Academical
- A Scottish First Division bajnoka: 2007/08

### Wigan Athletic
- Az FA Kupa győztese: 2013